# Trichacis hungarica
Trichacis hungarica är en stekelart som beskrevs av Szabó 1977. Trichacis hungarica ingår i släktet Trichacis och familjen gallmyggesteklar. Inga underarter finns listade i Catalogue of Life.